# Frasne-les-Meulières
Frasne-les-Meulières är en kommun i departementet Jura i regionen Bourgogne-Franche-Comté i östra Frankrike. Kommunen ligger i kantonen Montmirey-le-Château som tillhör arrondissementet Dole. År 2022 hade Frasne-les-Meulières 106 invånare.

## Befolkningsutveckling
Antalet invånare i kommunen Frasne-les-Meulières
Referens:INSEE